# リサナウト
リサナウト（古ノルド語: Risanautr, risa 「巨人の」 + nautr 「贈り物、戦利品」を意味する）は、北欧の伝承に登場する武器。以下の3種類の用例がみられる。 
1. 『アムロージのサガ』の序盤に登場する斧。
2. 『アムロージのサガ』の終盤に登場する剣。
3. 『ガウトレクの息子フロールヴのサガ（英語版）』に登場するフロールヴ・ガウトレクスソン（ガウトレクの息子フロールヴ）（英語版）の剣。

## 『アムロージのサガ』に登場する斧
リサナウトという名の斧は、サガの一つ『アムロージのサガ』（Amlóða saga, アムレートに関するサガ、『アンバレス・サガ』Ambáles saga などとも）に登場する。
『アムロージのサガ』の序盤、アムロージ (Amlóði) の父王サルマン (Salman) が治めるキンブリア (Cimbria) の地に、スキティア (Scythia) の王弟ファウスティヌス (Faustinus) が率いる異教徒の大軍が攻め込んできた場面で登場する。戦いの中で、おそらく異教徒たちの味方として、ロソー (Rosó) という名の巨人が重厚な戦斧を携えて登場する。巨人はその斧でサルマン王の勇士ヴィクトル (Victor) に打ちかかり、彼が乗っていた馬を一太刀にする。ヴィクトルは鞍から飛び降りてその一撃を避け、巨人の腕を切り落とすことで斧を奪い、逆にその斧を巨人の頭に深々と打ち込み、巨人を倒す。その直後、ヴィクトルはファウスティヌスの手にかかり戦死するが、その後サルマン王がファウスティヌスと直接対峙した際に、サルマン王が「リサナウト（巨人の贈り物）」という斧を手に獅子奮迅するという描写がある。

## 『アムロージのサガ』に登場する剣
『アムロージのサガ』の終盤にも、リサナウトという同名の剣が登場する。ヘフェストゥス (Hephestus) が帰国する際に、アムロージ王が自身の剣「リサナウト」をヘフェストゥスに渡している。

## フロールヴ・ガウトレクスソンの剣
古代のサガの一つ『ガウトレクの息子フロールヴのサガ』でも、リサナウトという名前の剣が登場する。
『ガウトレクの息子フロールヴのサガ』の中盤で、巨人の家に忍び込んだフロールヴ王は、巨大な剣を発見する。その後フロールヴは、帰ってきた家主の巨人グリームニル (Grímnir) を殺し、その剣「リサナウト（巨人の贈り物）」を入手した。本サガ中ではこの後もリサナウトはたびたび言及される。